# Querrieu
Querrieu és un municipi francès situat al departament del Somme i a la regió dels Alts de França. L'any 2007 tenia 690 habitants.

## Demografia

### Població

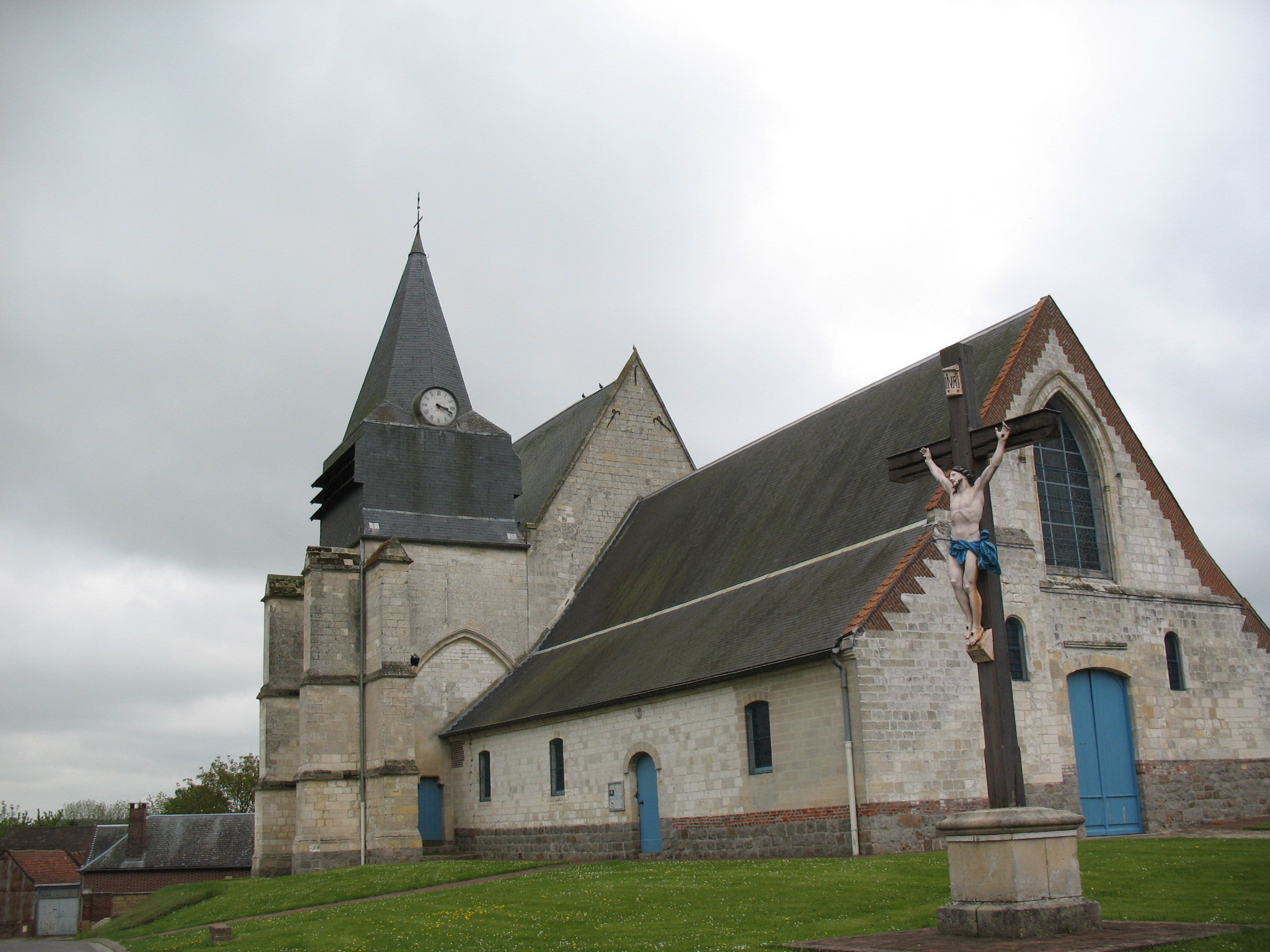

El 2007 la població de fet de Querrieu era de 690 persones. Hi havia 252 famílies de les quals 40 eren unipersonals (20 homes vivint sols i 20 dones vivint soles), 92 parelles sense fills, 104 parelles amb fills i 16 famílies monoparentals amb fills.

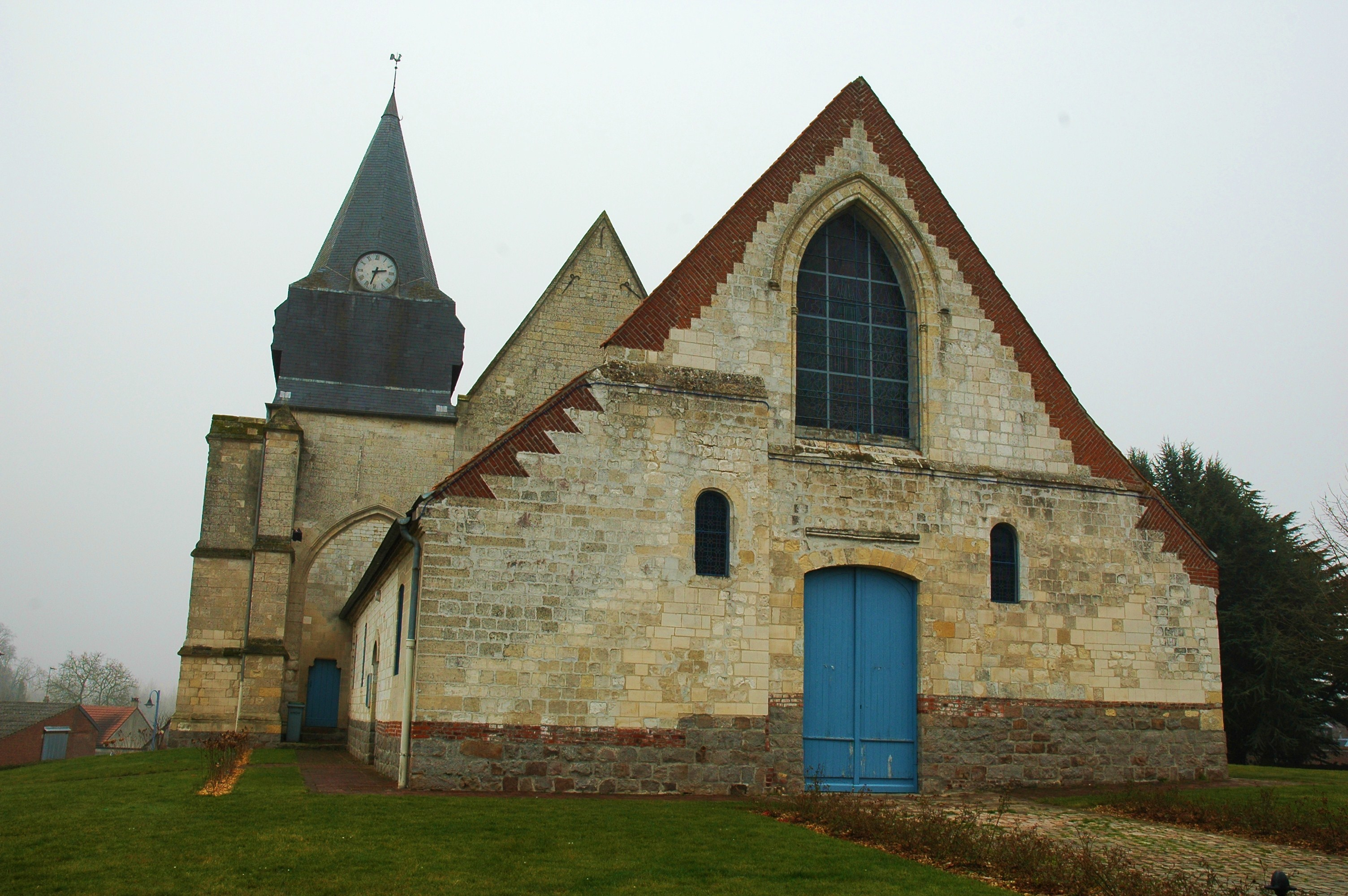

La població ha evolucionat segons el següent gràfic:
Habitants censats

### Habitatges
El 2007 hi havia 276 habitatges, 255 eren l'habitatge principal de la família, 7 eren segones residències i 14 estaven desocupats. Tots els 276 habitatges eren cases. Dels 255 habitatges principals, 222 estaven ocupats pels seus propietaris, 28 estaven llogats i ocupats pels llogaters i 5 estaven cedits a títol gratuït; 2 tenien una cambra, 2 en tenien dues, 22 en tenien tres, 69 en tenien quatre i 161 en tenien cinc o més. 197 habitatges disposaven pel capbaix d'una plaça de pàrquing. A 105 habitatges hi havia un automòbil i a 139 n'hi havia dos o més.

### Piràmide de població

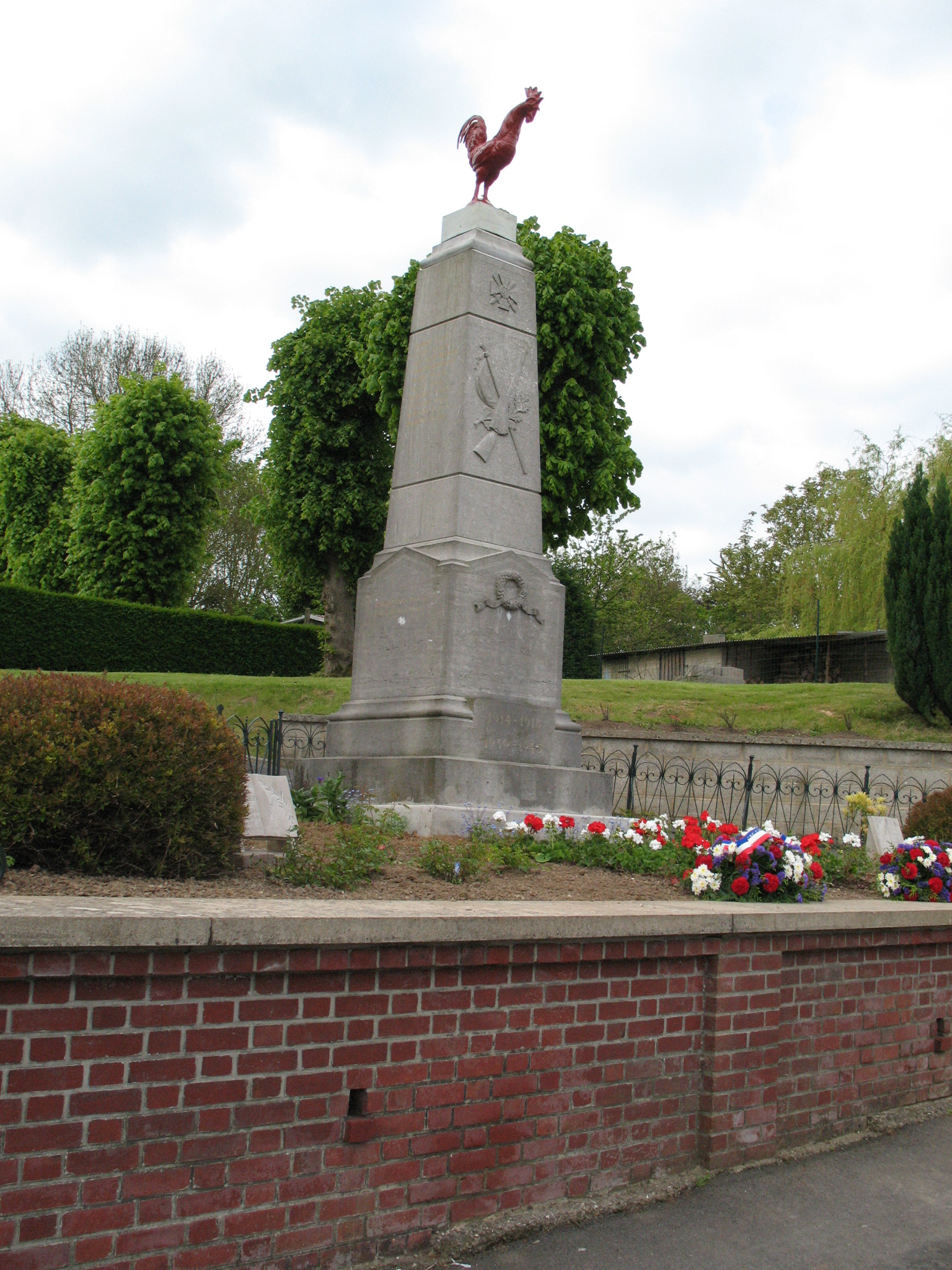

La piràmide de població per edats i sexe el 2009 era:
| Homes | Edats   | Dones |
| ----- | ------- | ----- |
| 0     | 95 o +  | 0     |
| 0     | 90 a 94 | 0     |
| 0     | 85 a 89 | 4     |
| 4     | 80 a 84 | 12    |
| 16    | 75 a 79 | 8     |
| 8     | 70 a 74 | 16    |
| 12    | 65 a 69 | 8     |
| 20    | 60 a 64 | 12    |
| 8     | 55 a 59 | 16    |
| 36    | 50 a 54 | 28    |
| 16    | 45 a 49 | 20    |
| 40    | 40 a 44 | 20    |
| 32    | 35 a 39 | 40    |
| 36    | 30 a 34 | 20    |
| 28    | 25 a 29 | 16    |
| 8     | 20 a 24 | 16    |
| 24    | 15 a 19 | 24    |
| 24    | 10 a 14 | 16    |
| 24    | 5 a 9   | 28    |
| 32    | 0 a 4   | 12    |

## Economia

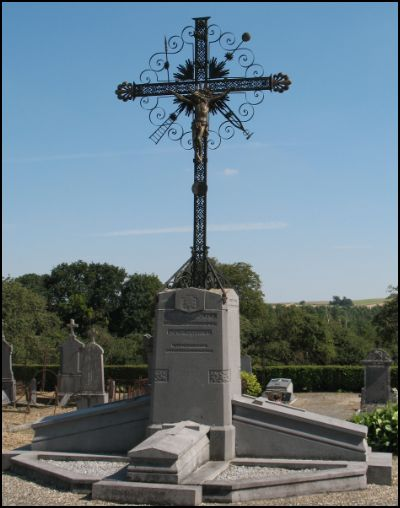

El 2007 la població en edat de treballar era de 443 persones, 319 eren actives i 124 eren inactives. De les 319 persones actives 300 estaven ocupades (159 homes i 141 dones) i 19 estaven aturades (8 homes i 11 dones). De les 124 persones inactives 49 estaven jubilades, 42 estaven estudiant i 33 estaven classificades com a «altres inactius».

### Ingressos
El 2009 a Querrieu hi havia 251 unitats fiscals que integraven 657 persones, la mediana anual d'ingressos fiscals per persona era de 21.419 €.

### Activitats econòmiques
Dels 34 establiments que hi havia el 2007, 1 era d'una empresa extractiva, 1 d'una empresa alimentària, 2 d'empreses de fabricació d'altres productes industrials, 6 d'empreses de construcció, 3 d'empreses de comerç i reparació d'automòbils, 3 d'empreses de transport, 2 d'empreses d'hostatgeria i restauració, 4 d'empreses de serveis, 9 d'entitats de l'administració pública i 3 d'empreses classificades com a «altres activitats de serveis».
Dels 12 establiments de servei als particulars que hi havia el 2009, 1 era una oficina de correu, 1 taller de reparació d'automòbils i de material agrícola, 2 paletes, 1 fusteria, 3 lampisteries, 1 perruqueria, 2 restaurants i 1 saló de bellesa.
L'únic establiment comercial que hi havia el 2009 era una fleca.
L'any 2000 a Querrieu hi havia 13 explotacions agrícoles que ocupaven un total de 693 hectàrees.

## Equipaments sanitaris i escolars

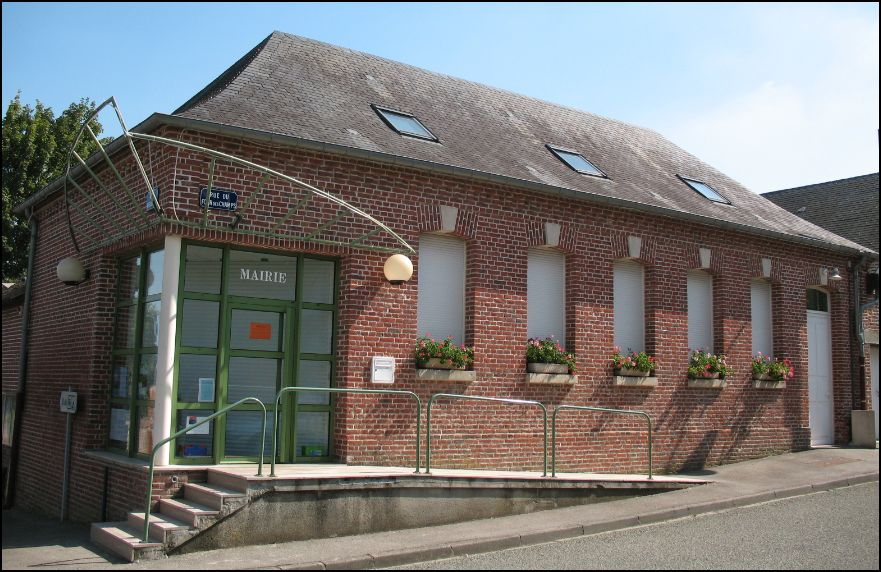

L'únic equipament sanitari que hi havia el 2009 era una farmàcia.
El 2009 hi havia una escola elemental integrada dins d'un grup escolar amb les comunes properes formant una escola dispersa.

## Poblacions properes

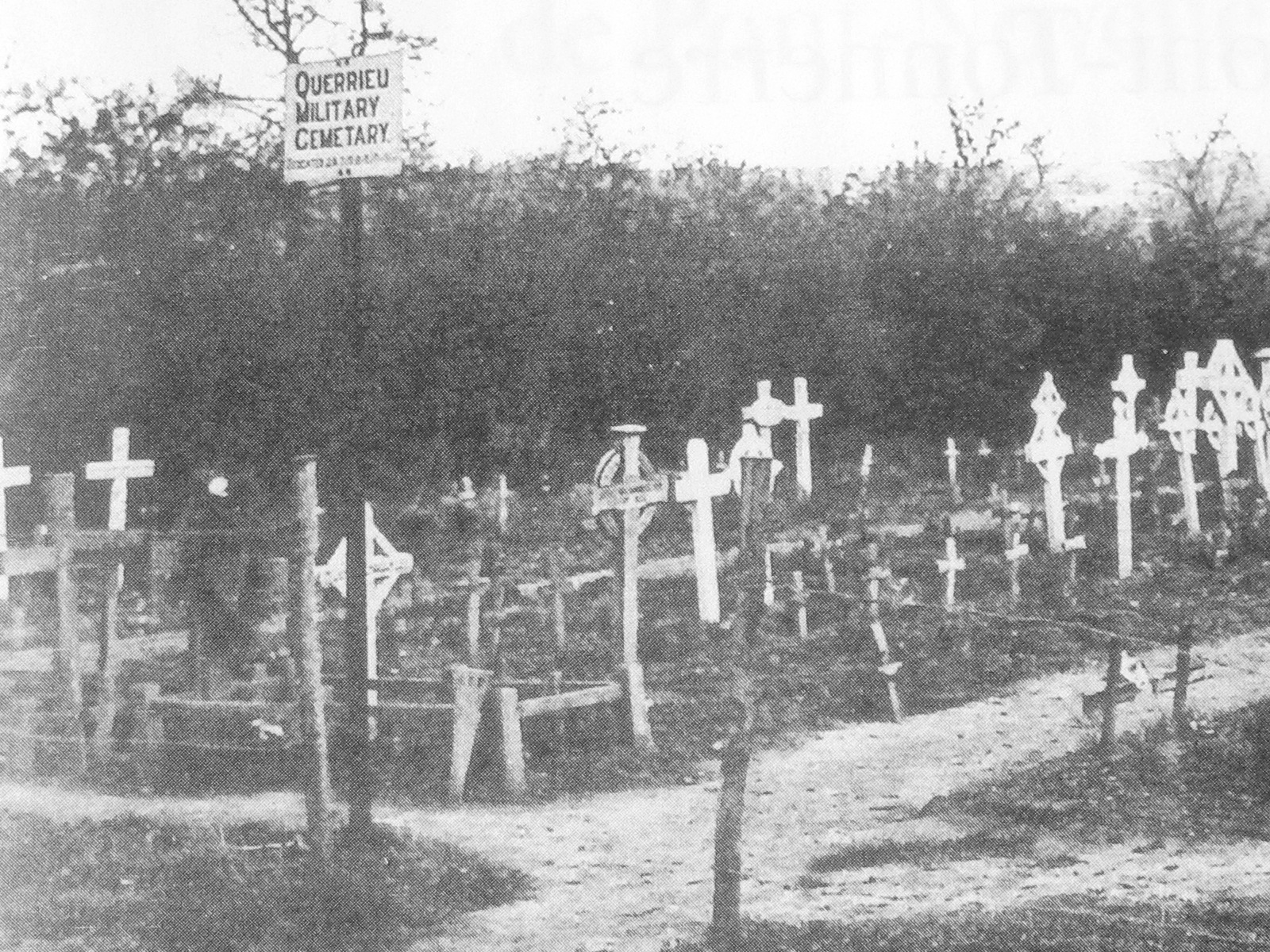
Cementiri militar

El següent diagrama mostra les poblacions més properes.